# Mardor
Mardor település Franciaországban, Haute-Marne megyében. Lakosainak száma 57 fő (2022. január 1.). Mardor Ormancey, Saint-Ciergues és Voisines községekkel határos.

## Népesség
A település népességének változása:
| Lakosok száma | 46   | 38   | 57   | 59   | 62   | 50   | 47   | 53   | 56   | 57   |
|               | 1968 | 1982 | 1990 | 2006 | 2013 | 2015 | 2017 | 2019 | 2020 | 2022 |